# Goychay
Goychay (en azerí: Göyçay) es una localidad de Azerbaiyán, capital del raión homónimo. La municipalidad incluye la ciudad de Goychay ay la villa cercana de Qızılqaya. Se encuentra a una altitud de 115 m sobre el nivel del mar.

## Demografía
Según estimación 2010 contaba con 37280 habitantes.

## Nativos notables
- Enver Mammadkhanli — escritor.[2]
- Mirza Khazar — periodista, ensayista, traductor de la Biblia al Azerí.
- Rasul Rza — escritor, Poeta del Pueblo de Azerbaiyán (1960).[3]
- Sadykh bey Aghabekov — general de la Armada del Imperio Ruso, fundador y reformista de la Policía de Azerbaiyán, orientalista.